# Ебіна (Канаґава)

35°26′47″ пн. ш. 139°23′27″ сх. д. / 35.44639° пн. ш. 139.39083° сх. д.
Е́біна (яп. 海老名市, えびなし, МФА: [ebʲina ɕi̥]) — місто в Японії, у префектурі Канаґава.

## Короткі відомості
Розташоване в центральній частині префектури, на березі річки Саґамі, в центрі історичної провінції Саґамі. Виникло на основі стародавнього прихрамового містечка біля буддистського монастиря Кокубундзі. Отримало статус міста 1971 року. Основою економіки є сільське господарство, харчова промисловість, виробництво електротоварів, комерція. Станом на 1 квітня 2009 площа міста становила 26,48 км². Станом на 1 липня 2011 населення міста становило 128 126 осіб.

## Міста-побратими
- Сіроїсі, Японія (1991)